# Copionodon
Copionodon (Копіонодон) — рід риб з підродини Copionodontinae родини Trichomycteridae ряду сомоподібні. Має 3 види. Наукова назва походить від грецьких слів kope, тобто «жорна», та odous — «зуби».

## Опис
Загальна довжина представників цього роду коливається від 3,8 до 7,5 см. Голова доволі широка, коротка. Очі великі. Є 2 пари коротких вусів. Рот невеличкий. Зуби широкі, великі. Зуби розташовані у 2—3 рядки на кожній з щелеп. Тулуб кремезний, подовжений. Спинний плавець широкий, з короткою основою. Жировий плавець розташовано відразу позаду спинного. Грудні плавці витягнуті. Черевні плавці значно поступаються останнім. Анальний плавець середньої довжини. Хвостовий плавець широкий, дещо витягнутий.
Забарвлення світло- й темно-коричневе.

## Спосіб життя
Біологія вивчена недостатньо. Це бентопелагічні риби. Зустрічаються у прісноводних дрібних річках. Живляться водоростями, детритом, дрібними безхребетними.

## Розповсюдження
Є ендеміками Бразилії — у басейні річки Парагвачу.

## Види
- Copionodon lianae
- Copionodon orthiocarinatus
- Copionodon pecten